# NATO Munitions Safety Information Analysis Center

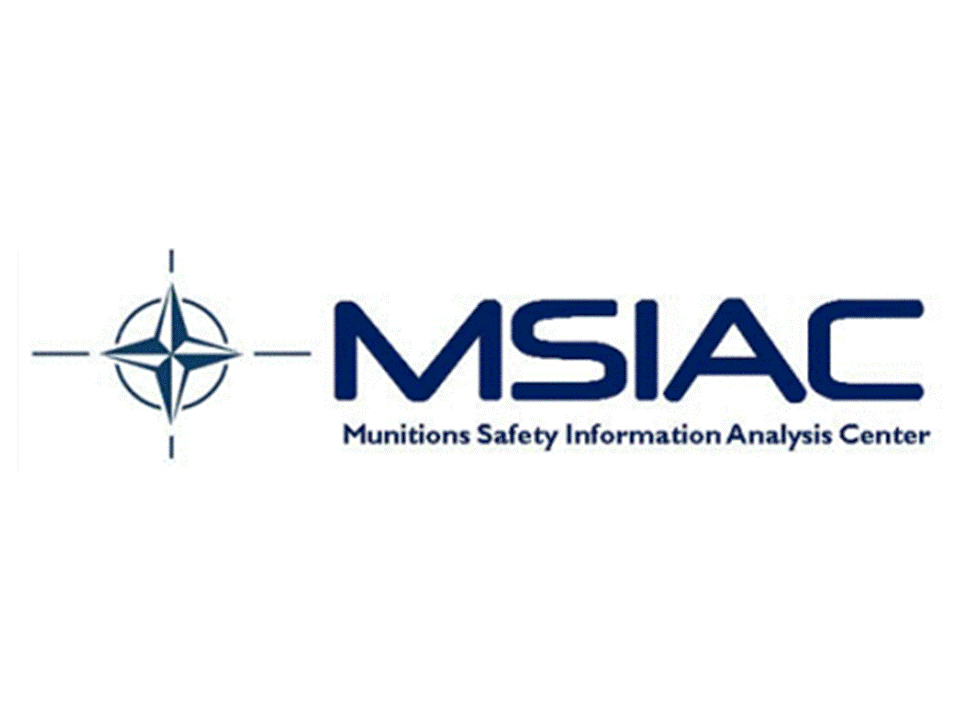
MSIAC-Logo

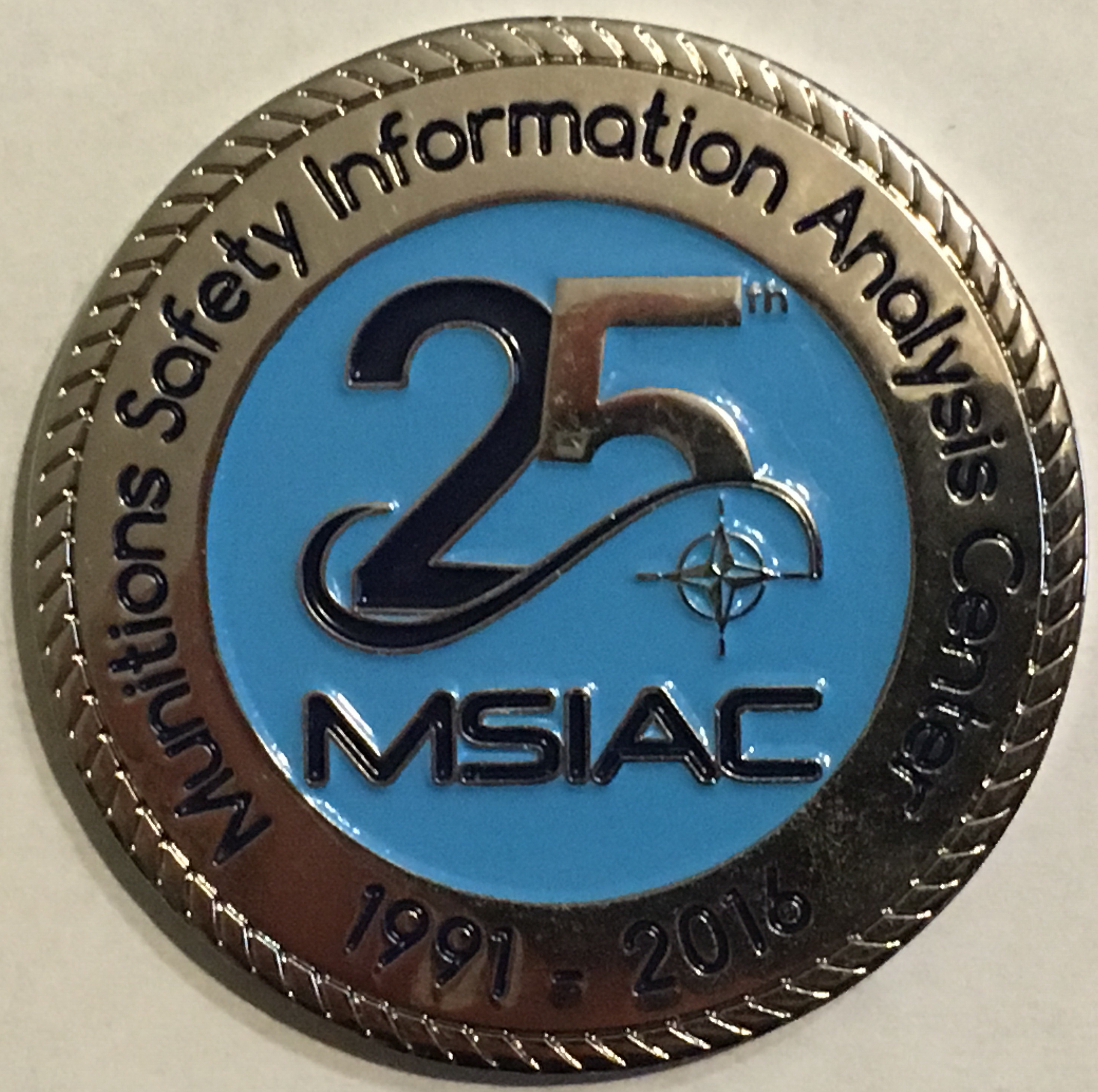

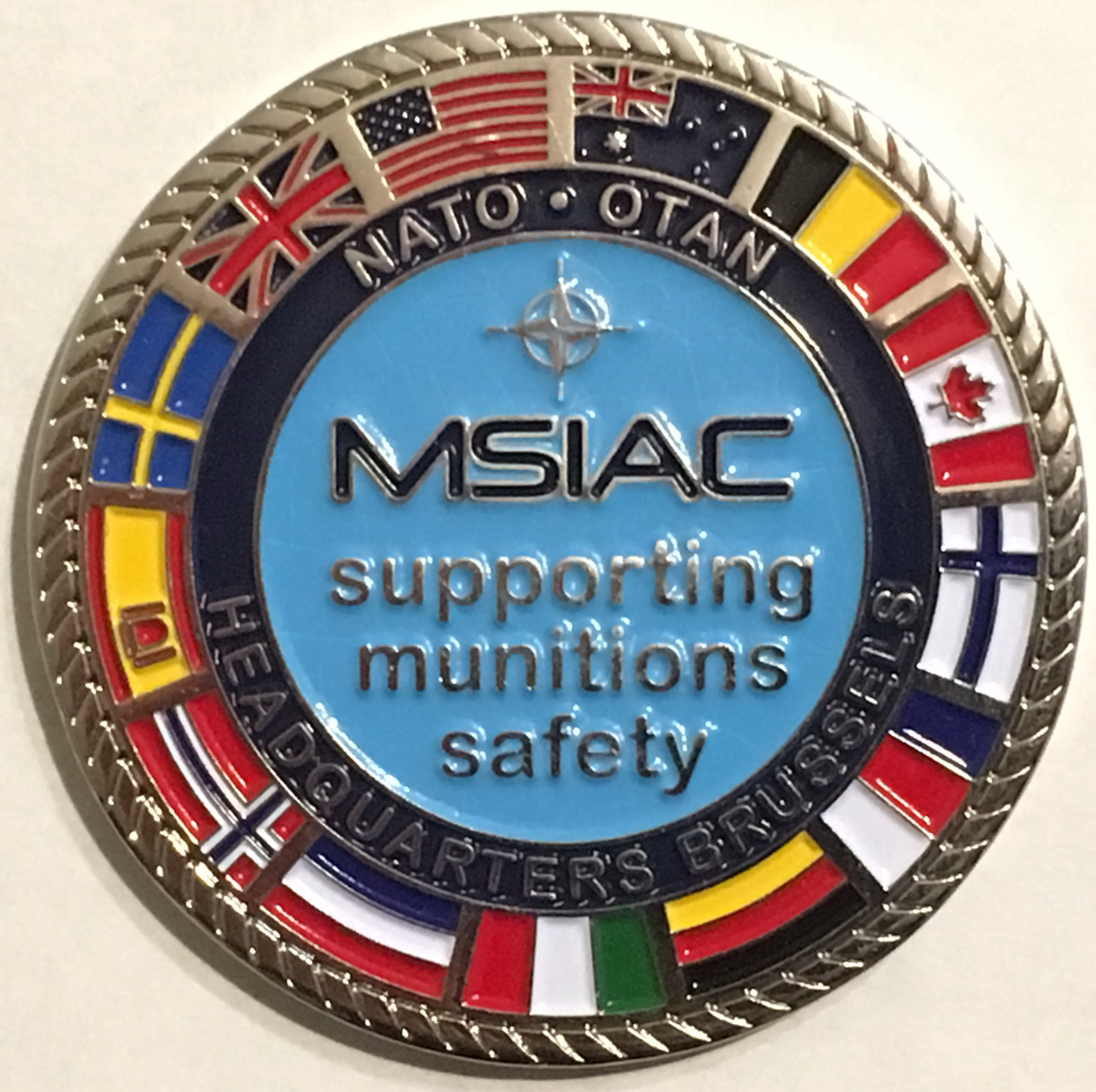

Munitions Safety Information Analysis Center (kurz MSIAC) ist ein NATO-Projekt, welches direkt durch die beteiligten Mitgliedsstaaten finanziert wird. Derzeit umfasst MSIAC die folgenden 16 Mitgliedsstaaten und umfasst dabei auch Nationen die nicht der NATO angehören : Australien, Belgien, Kanada, Dänemark, Finnland, Frankreich, Deutschland, Italien, Niederlande, Norwegen, Polen, Spanien, Schweden, Schweiz, Vereinigtes Königreich und USA.

## Dienstleistungen
MSIAC bietet seinen Mitgliedsstaaten technische Beratungsdienste im Bereich der Munitionssicherheit an, mit dem Ziel
„Sicherheitsrisiken durch unbeabsichtigte Reaktionen von Munition und energetischen Materialien während ihres gesamten Lebenszyklus zu eliminieren“.
Um dies zu ermöglichen, besteht das technische Personal von MSIAC aus technischen Spezialisten (TSO) aus verschiedenen, folgend aufgelisteten Fachbereichen:
- Energetische Materialien – Sprengstoffe, Waffen- und Raketentreibstoffe sowie Pyrotechnik; Beratung und Fachwissen zu Synthese, Formulierung und Charakterisierung;
- Gefechtskopftechnologie – Gefechtskopfkonzepte, Design, Herstellung, Prüfung und damit verbundene Technologien;
- Antriebstechnologie – Design und Sicherheit von Munitionsantriebssystemen während der gesamten Lebensdauer;
- Munitionssysteme – Bewertung der Sicherheit und Einsatztauglichkeit (engl. Safety and Suitability for Service - S3 - i.A. Auch als Qualifikationsprogramm bezeichnet), Prüfung und Risikomanagement für Munitionssysteme;
- Sicherheit bei Transport und Lagerung von Munition – Sicherheitsgrundsätze und -vorschriften für Transport und Lagerung, Gefahrenklassifizierung und Risikoanalyse;
- Werkstofftechnologie – Wechselwirkungen zwischen Struktur, Verarbeitung, Eigenschaften und Leistung von Materialien bei der Anwendung in Munitionssystemen und deren Komponenten;
- Auswirkungen elektromagnetischer Strahlung (E3) auf Munition – Bereitstellung von Beratung und Fachwissen zu den Auswirkungen der elektromagnetischen Umgebung auf die Munitionssicherheit.

In diesen Bereichen führt MSIAC die folgenden Aktivitäten durch:
- Beantwortung technischer Fragen von Behörden und Industrie der Mitgliedsstaaten[6]
- Entwicklung von den gesamten Lebenszyklus umfassenden, Munitionssicherheits-spezifischen Softwaretools[7]
- Durchführung von Vortragsreihen bei Behörden und Industrie der Mitgliedsstaaten
- Teilnahme an internationalen Konferenzen
- Veranstaltung technischer Treffen und Workshops
- Durchführung von Schulungskursen zu verschiedenen Munitionssicherheit-Themen
- Eingehende Forschung zu kritischen Themen und Veröffentlichung von Berichten zur uneingeschränkten und limitierten Veröffentlichung[8]
- Pflege einer umfangreichen Sammlung von Publikationen und Standards zur Munitionssicherheit

## Geschichte
Am 26. Mai 1988 unterzeichneten die NATO-Staaten Frankreich, Niederlande, Norwegen, das Vereinigte Königreich und die Vereinigten Staaten ein „Memorandum of Understanding“ (MoU) zur Gründung des NIMIC (NATO Insensitive Munitions Information Center) Pilotprojekts. NIMIC wurde gegründet um nationale und internationale Programme zur Entwicklung insensitiver Munition (IM) zu unterstützen.
Die Idee für NIMIC entstand 1986 auf dem NATO AC/310 Workshop „Insensitive Munitions Information Exchange“ und wurde vom AC/310-Vorsitzenden IGA M. Thévenin und dem wichtigsten US-Mitglied Dr. R. Derr unterstützt. Die Initiative wurde von der NATO-Gruppe AC/310 (Sicherheit und Eignung für den Einsatz von Munition und Sprengstoffen) weiter vorangetrieben, um Munitionsentwickler in den NATO-Ländern zu unterstützen.
Das Büro des Pilotprojekts wurde am Applied Physics Laboratory (APL) der Johns Hopkins University in Laurel, Maryland, USA, eingerichtet. Das ursprüngliche Team bestand aus einem Projektmanager und fünf technischen Spezialisten (eine Struktur die bei ihrem modernen Gegenstück MSIAC weitgehend unverändert geblieben ist). Kurz nach seiner Gründung trat Kanada Ende 1989 dem Pilotprojekt bei.

### Umzug von NIMIC nach Brüssel und Wachstum
Nach zwei erfolgreichen Betriebsjahren zog das Projekt in das NATO-Hauptquartier in Brüssel um und wurde am 1. Mai 1991 offiziell in NIMIC umbenannt. Die Mitgliedschaft wurde schrittweise erweitert: 1994 traten Spanien und Australien bei, 1995 folgten Portugal und Italien. Portugal zog sich jedoch 1998 aus NIMIC zurück. Dänemark trat 1999 bei, verließ das Projekt jedoch 2004. Schweden und Finnland wurden 2002 Mitglieder.

### Fusion von AC/258 und AC/310 und Übergang zu MSIAC
Im Mai 2003 wurde die NATO Ammunition Safety Group (AC/326 oder CASG) der Conference of National Armament Directors (CNAD) durch die Fusion von AC/258 (Sicherheitsaspekte von Transport und Lagerung von Munition und Sprengstoffen) sowie AC/310 (Sicherheit und Qualifikation von Munition und Sprengstoffen) gegründet.
Mit dieser breiteren Aufstellung der Munitionssicherheit innerhalb der NATO Struktur wurde beschlossen auch den Aufgabenbereich von NIMIC zu erweitern, um ihn an den neuen Rahmen anzupassen. Dies führte zur Überführung von NIMIC zum Munitions Safety Information Analysis Center (MSIAC), beginnend mit dem Pilot MSIAC-Phase im Frühjahr 2003. Der Übergang wurde Ende 2004 erfolgreich abgeschlossen und MSIAC war am 15. Dezember 2004 offiziell betriebsbereit.

### Weiteres Wachstum als MSIAC
Deutschland trat dem Projekt 2005 bei, gefolgt von Belgien im Jahr 2015. Polen wurde 2017 Mitglied, die Schweiz trat 2022 bei und Dänemark trat 2025 wieder bei. Während MSIAC weiter wächst, bleibt es der Verbesserung der Munitionssicherheit und der Unterstützung seines wachsenden Netzwerks von Mitgliedsstaaten verpflichtet.

## Organisation
Das MSIAC-Projektbüro besteht aus einem Lenkungsausschuss (Steering Committee), nationalen Kontaktbeauftragten (National Focal Point Officers - NFPO) und dem MSIAC Personal. Der Lenkungsausschuss besteht aus einem stimmberechtigten Vertreter aus jedem Mitgliedsstaat und einem gewählten Vorsitzenden ohne Stimmberechtigung. Er ist für die Umsetzung desMoU und für die Gestaltung von dessen Richtlinien verantwortlich. Der MSIAC-Projektmanager überwacht die tägliche Umsetzung dieser.

## Liste der MSIAC Repräsentanten
| # | Name                 | Land | Dauer     |
| - | -------------------- | ---- | --------- |
| 1 | Dr. Ron Derr         | USA  | 1991–1998 |
| 2 | Anthony Melita       | USA  | 1998–2005 |
| 3 | CPT Jacqui King RAN  | AUS  | 2005–2008 |
| 4 | Dr. Jerry Ward       | USA  | 2009–2011 |
| 5 | GPCPT Wade Evans OBE | AUS  | 2011–2014 |
| 6 | LtCol Tony Heron     | CAN  | 2014–2016 |
| 7 | Dr Brian Fuchs       | USA  | 2016–2024 |
| 8 | Daniel Pudlak        | USA  | 2024–     |

| #  | Name                 | Land | Dauer     |
| -- | -------------------- | ---- | --------- |
| 1  | Henry F. Hege        | USA  | 1989      |
| 2  | George M. Starken    | USA  | 1989      |
| 3  | Edward Daugherty     | USA  | 1990–1991 |
| 4  | GEN Marc Défourneaux | FRA  | 1992–1995 |
| 5  | GEN Michel Thévenin  | FRA  | 1995–1998 |
| 6  | Dr. Peter Lee        | GBR  | 1998–2002 |
| 7  | BGN Patrick Touzé    | FRA  | 2002–2010 |
| 8  | Roger L. Swanson     | USA  | 2010–2013 |
| 9  | Dr. Michael W. Sharp | GBR  | 2013–2019 |
| 10 | Charles Denham       | USA  | 2019–2024 |
| 11 | Christopher Hollands | GBR  | 2024–     |